# Dysallacta megalopa
Dysallacta megalopa là một loài bướm đêm trong họ Crambidae.